# František Hudeček
František Hudeček (Němčice, 7 de abril de 1909 – Praga, 13 de mayo de 1990) fue un artista gráfico, ilustrador y pintor checo que perteneció al grupo de artistas Grupo 42.

## Vida
Se gradúa en la escuela de Artes Aplicadas de Praga, en los años 30. Colaboró con el dramaturgo E. F. Burian en los años 40. Es principalmente reconocido por su obra "Nočního chodce", el caminante nocturno. En su obra se recogen influencias del surrealismo, la lírica civil y las influencias de otros miembros del Grupo 42. Su obra retrata principalmente la vida de ciudadanos anónimos asfixiados por el desarrollo industrial y urbano.

## Premios
- 1983 – Artista benemérito[1]

## Portadas de libros
Además de pintor, ilustró portadas de libros de escritores checos como František Hrubín:
- František Hrubín: Jobova noc (La noche de Job, 1945);
- František Hrubín: Nesmírný krásný život (Enorme vida maravillosa, 1947);
- František Hrubín: Řeka nezapomnění (El río del olvido, 1946).

## Libros ilustrados
Entre los libros ilustrados pueden citarse los siguientes:
- František Halas: Barikáda (Barricada, 1945),
- Joseph Conrad: Gaspar Ruiz a jiné povídky (Gaspar Ruiz y otras historias, 1957),
- Jiří Wolker: Srdce štít (El escudo del corazón, 1964),
- Josef Škvorecký: Sedmiramenný svícen (El candelabro de siete brazos, 1965),
- Julio Verne: El piloto del Danubio (1967),
- Walter Scott: Quentin Duward (1971),
- Jakub Arbes: Svatý Xaverius ; Newtonův mozek (San Javier; el cerebro de Newton, 1973) y otros.

En la Biblioteca Municipal de Praga se celebró en febrero de 2006 una exposición de sus obras junto con el pintor František Gross, del Grupo 42.